# Dmytrów
Dmytrów (ukr. Дмитрів) – wieś na Ukrainie, w obwodzie lwowskim, w rejonie szeptyckim. Liczy 1476 mieszkańców.
W II Rzeczypospolitej do 1934 roku wieś stanowiła samodzielną gminę jednostkową w powiecie radziechowskim w woj. tarnopolskim. W związku z reformą scaleniową została 1 sierpnia 1934 roku włączona do nowo utworzonej wiejskiej gminy zbiorowej Chołojów w tymże powiecie i województwie. Po wojnie w wyniku zmiany granic wieś została włączona do Ukraińskiej SRR.
Do 2020 w rejonie radziechowskim.
W Dmytrowie 17 sierpnia 1896 urodził się Józef Wittlin – polski poeta, prozaik i tłumacz.